# Operacja Carthage
Operacja Carthage (pol. Kartagina) – aliancki nalot na Kopenhagę, stolicę Danii, przeprowadzony 21 marca 1945 roku podczas II wojny światowej. Celem nalotu był Shellhus, budynek używany przez Niemców jako siedziba Gestapo w centrum miasta. Służył on do przechowywania akt i torturowania obywateli duńskich podczas przesłuchań. Duński ruch oporu od dawna prosił Brytyjczyków o przeprowadzenie nalotu na to miejsce. Budynek został zniszczony, zabito wielu gestapowców i ich duńskich kolaborantów oraz uwolniono 18 więźniów, a niemieckie działania represyjne w Danii zostały znacznie zakłócone.
Operacja jest często uznawana za kontrowersyjną, ponieważ część bomb została przez pomyłkę zrzucona na pobliską szkołę; w efekcie nalot spowodował śmierć 123 duńskich cywilów (w tym 87 uczniów i 18 dorosłych w szkole). Zdarzenie to jest nazywane jedną z największych tragedii w najnowszej historii Danii.

## Tło
Nalot został przeprowadzony na prośbę członków duńskiego ruchu oporu w celu uwolnienia więźniów i zniszczenia dokumentów Gestapo, aby zakłócić działania niemieckiego aparatu represji w Danii. RAF początkowo odrzucił pomysł takiej akcji jako zbyt ryzykowny, ze względu na położenie budynku w gęsto zaludnionym centrum miasta i konieczność działania na niskim pułapie, ale ostatecznie zatwierdził nalot na początku 1945 roku po wielokrotnie ponawianych prośbach Duńczyków. Po uzyskaniu zgody najwyższego dowództwa rozpoczęło się planowanie nalotu, które trwało kilka tygodni; zbudowano modele docelowego budynku i otaczających go dzielnic miasta do użytku pilotów i nawigatorów w ramach przygotowań do trudnego ataku na bardzo niskim pułapie.

## Nalot

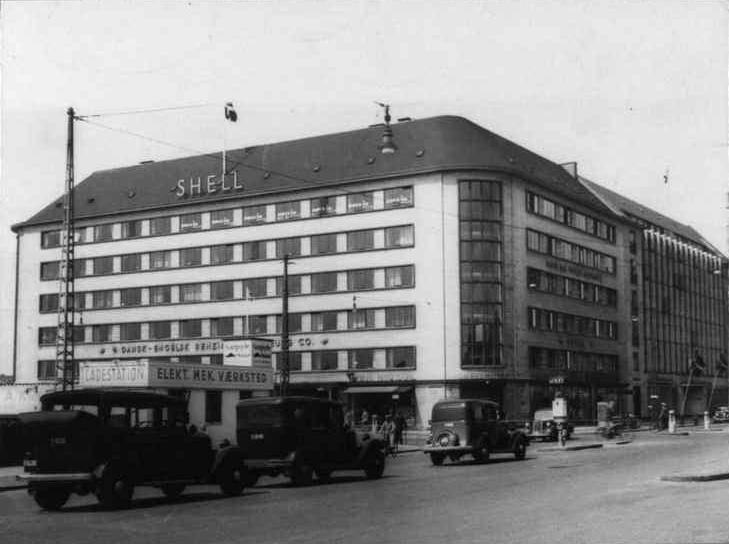
Shellhus przed nalotem

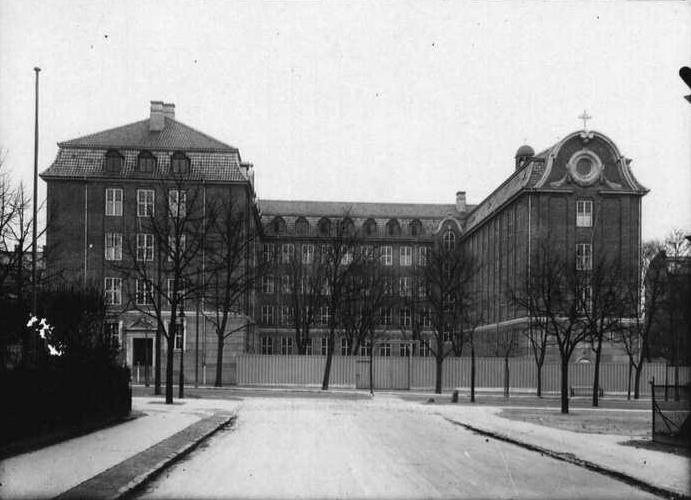
Budynek Instytutu Joanny d’Arc w 1942 roku

Siły atakujące składały się z myśliwców bombardujących de Havilland Mosquito F.B.VI z 140 Skrzydła RAF (obejmującego 21 Dywizjon RAF, 464 Dywizjon RAAF i 487 Dywizjon RNZAF). Samoloty nadlatywały w trzech falach po sześć samolotów, z dwoma rozpoznawczymi Mosquito B.IV z Royal Air Force Film Production Unit, które rejestrowały efekty ataku. 30 myśliwców Mustang zapewniało osłonę przed atakami niemieckich samolotów. W mieście aktywnie działała artyleria przeciwlotnicza.
Zespół uderzeniowy opuścił RAF Fersfield w Norfolk wcześnie rano i dotarł do Kopenhagi po godzinie 11:00. Nalot przeprowadzono na poziomie dachów budynków, a podczas pierwszego ataku jeden Mosquito zahaczył o latarnię, uszkadzając skrzydło i rozbił się w budynku Instytutu Joanny d’Arc (nazywanego też Szkołą Francuską), katolickiej szkoły położonej w dzielnicy Frederiksberg, około 1,5 km od celu, podpalając go. Kilka bombowców z drugiej i trzeciej fali zaatakowało płonącą szkołę, sądząc, że jest to trafiony przez ich poprzedników Shellhus.

## Rezultaty

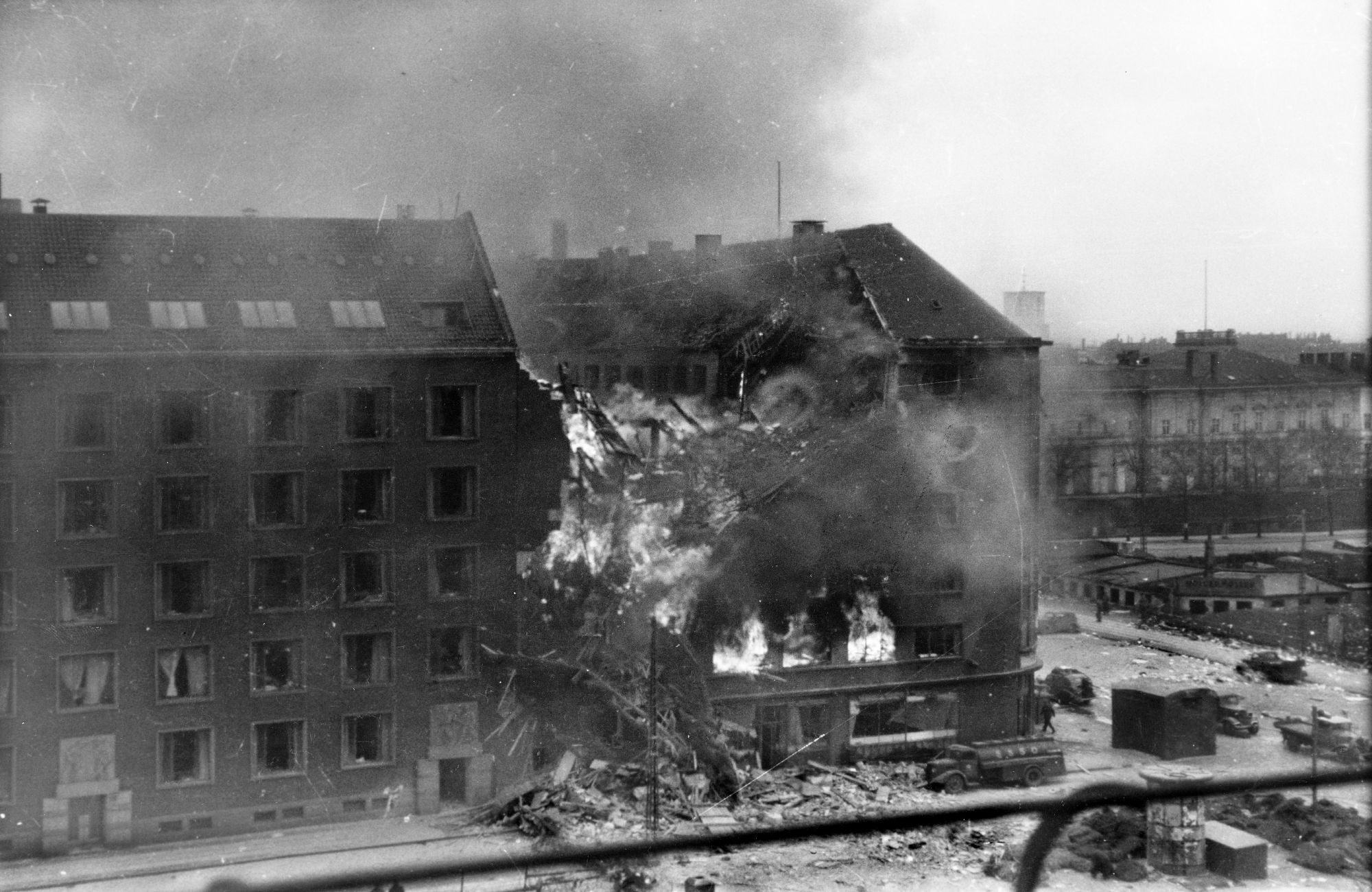
Płonący Shellhus po nalocie

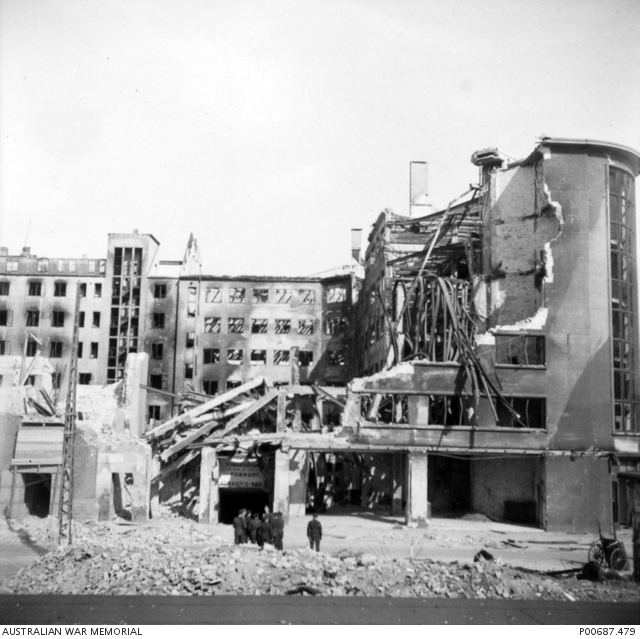
Ruiny Shellhusu

Następnego dnia samolot rozpoznawczy zbadał cel, aby ocenić skutki nalotu. Zniszczenia były poważne, a zachodnie skrzydło sześciopiętrowego budynku zostało zredukowane niemal do poziomu gruntu. Duńskie podziemie dostarczyło zdjęcie przedstawiające budynek płonący od jednej krawędzi do drugiej.
Nalot zniszczył siedzibę i dokumenty Gestapo, poważnie zakłócając działania niemieckiego aparatu represji w Danii, a także umożliwiając ucieczkę 18 więźniom. W budynku kwatery głównej zginęło 55 żołnierzy niemieckich, 47 duńskich pracowników Gestapo oraz ośmiu więźniów. Stracono cztery bombowce Mosquito i dwa myśliwce Mustang, zginęło w nich dziewięciu alianckich lotników.
14 lipca 1945 roku w ruinach Shellhusu zostały odnalezione szczątki niezidentyfikowanego mężczyzny i przeniesione do Katedry Medycyny Sądowej Uniwersytetu Kopenhaskiego. Sytuacja powtórzyła się cztery dni później, a dwie nieznane ofiary zostały pochowane na cmentarzu Bispebjerg odpowiednio 4 i 21 września.
W ataku na szkołę zginęło 87 dzieci i 18 dorosłych (10 zakonnic, dwóch strażaków, czterech nauczycieli cywilnych i dwóch ojców, którzy próbowali ratować swoje dzieci), a ponadto 67 dzieci i 35 dorosłych zostało rannych. Po tej tragedii szkoła nigdy nie została ponownie otwarta, a ruiny budynku wyburzono. Większość ocalałych dzieci została przeniesiona do innej placówki, Instytutu Świętego Józefa.

## Pamięć
Początkowo po wojnie duńskie władze nie nagłaśniały okoliczności nalotu związanych z omyłkowym atakiem na Szkołę Francuską z przyczyn politycznych. Dopiero 23 marca 1953 roku w miejscu dawnej szkoły został odsłonięty pomnik upamiętniający dzieci i dorosłych, którzy zginęli w wyniku bombardowania.
Film Cienie pod powiekami z 2021 roku opowiada historie tych dzieci.